# P的謊言
《P的謊言》是一款由韩国电子游戏公司Round8 Studio开发并由Neowiz Games发行于2023年9月19日在Microsoft Windows、PlayStation 4、PlayStation 5、Xbox One和Xbox Series X/S平台上的魂系動作角色扮演游戏。本作改编自卡洛·科洛迪1883年的意大利小說《木偶奇遇记》。

## 遊戲玩法
《P的謊言》的遊戲玩法被評論者以及玩家們普遍認為是類魂遊戲，並將其與魂系列、《血源詛咒》或《隻狼：暗影雙死》等作品進行比較。

### 攻擊與防禦
玩家以第三人稱視角操作一名為皮諾丘的人偶，在克拉特市展開探索與冒險。可利用普通攻擊或經蓄力的重攻擊對敵人造成傷害或累積「暈眩值」，當敵人的暈眩值積滿時再透過重攻擊或「謊言戰技」可導致敵人進入暈眩狀態，並可對敵人進行處決攻擊以給予大量傷害。面對敵人的攻勢時，玩家可選擇迴避或防禦，而「完美防禦」敵方攻擊時，不會消耗自身的生命值及體力。

### 武器系統
玩家的右手可手持一把由「握柄」及「刃部」組成的武器，可視需求自由組裝。不同的握柄代表不同的武器揮舞模式，刃部則影響武器的攻擊力、攻擊速度以及攻擊距離等。而左手則裝有「軍團機械臂」，隨著遊戲進度的推進可解鎖不同的機械臂，並可對其進行升級。每種機械臂都有不同的功能，例如能將遠方敵人拉向自己的「提線」、小範圍持續性噴發火焰的「焰刃」等。

### 科技樹
在通關的過程中，玩家可透過蒐集「石英」素材，並將之塞入角色體內的「P器官」以解鎖各種技能，例如允許玩家連續翻滾兩次的「連環迴避」、增加回復生命值次數的「增加脈衝電池」以及允許在地面進行迴避的「上升迴避」等被動技能。「P器官」在本作中即為角色的科技樹，解鎖兩種天賦技能便會開啟下一個階段，總共有5個階段可以開啟。

## 故事簡介
在充满黑暗与疯狂城市克拉特中被吉佩托创造且被独自留下的人偶皮諾丘，一心成为人类的皮諾丘决心尝试拯救城市并狩猎怪物，但因遭遇不同情境和秘密而逐渐懂得运用谎言来获得人性，因此他踏上残酷的冒险旅程。

## 開發
本作游戏改编自卡洛·科洛迪1883年的意大利小說《木偶奇遇记》。韩国游戏发行商Neowiz Games预定于2023年9月19日发行于Microsoft Windows、PlayStation 4、PlayStation 5、Xbox One和Xbox Series X/S平台。2023年6月10日，官方发行体验版于各平台。同年6月26日，《P的謊言》与《臥龍：蒼天隕落》展開雙向合作。在玩家的Q&A中，总监崔志遠表示《P的謊言》的体验版只是游戏的冰山一角。
2023年11月初，總監崔智遠表示確定《P的謊言》將會發布續作，目前正與本作的可下載內容(DLC)同步開發中。而在可下載內容發布以前，本作的內容會先進行下一波的更新，包含調整武器數值的平衡、降低遊戲前期的難度，以及增加數套新的服裝等。2025年2月， ROUND8 工作室於索尼互動娛樂的State of Play線上發表會中，發布本作可下載內容的首支預告，標題為Lies of P: Overture，於2025年夏季推出。

## 評價
| 汇总媒体   | 得分                                   |
| ---------- | -------------------------------------- |
| Metacritic | (PC) 82/100 (PS5) 80/100 (XSXS) 84/100 |

| 媒体           | 得分   |
| -------------- | ------ |
| Digital Trends | [ 16 ] |
| Easy Allies    | 8/10   |
| Eurogamer      | [ 18 ] |
| Game Informer  | 9.5/10 |
| GamesRadar+    | [ 20 ] |
| GameSpot       | 8/10   |
| HardcoreGamer  | 4/5    |
| IGN            | 8/10   |
| PC Gamer美国   | 74/100 |
| PCGamesN       | 7/10   |
| Push Square    | [ 26 ] |
| Shacknews      | 8/10   |
| VG247          | [ 28 ] |
| VideoGamer.com | 8/10   |
| Fami通         | 34/40  |

本作在Gamescom2022年的颁奖典礼上荣获“最佳动作冒险游戏”、“最受青睐的PS游戏”和“最佳角色扮演游戏”。在G-Star2022年的调查问卷中，918人中有约91%的玩家认为本作作为魂系游戏是“好玩的”。IGN的Brendan Graeber认为《P的謊言》试玩版对于喜爱玩《血源诅咒》的玩家是个不错的选择。

### 銷售
本作自9月19日發售至10月15日為止，於全球各平台累積銷量已突破100萬套。

### 所獲獎項
| 年份 | 獎項      | 獲提名           | 結果 | 來源          |
| ---- | --------- | ---------------- | ---- | ------------- |
| 2023 | 金搖桿獎  | 最佳視覺設計     | 提名 | [ 35 ] [ 36 ] |
| 2023 | 遊戲大獎  | 最佳美術設計     | 提名 | [ 37 ] [ 38 ] |
| 2023 | 遊戲大獎  | 最佳角色扮演遊戲 | 提名 | [ 37 ] [ 38 ] |
| 2023 | Steam大獎 | 傑出劇情遊戲獎   | 提名 | [ 39 ]        |

## 外部連結
- 官方网站